# Übersetzfenster

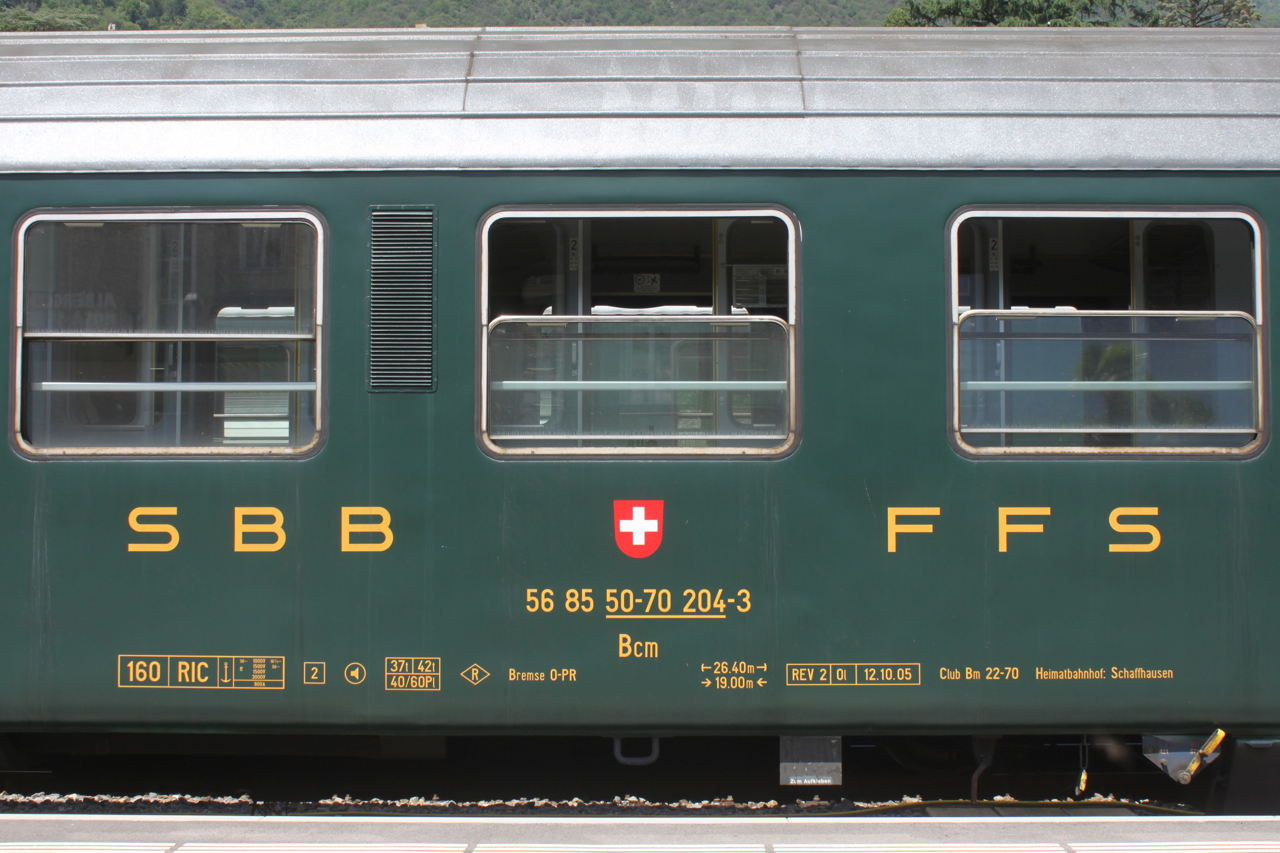
Übersetzfenster an einem Schweizer Reisezugwagen

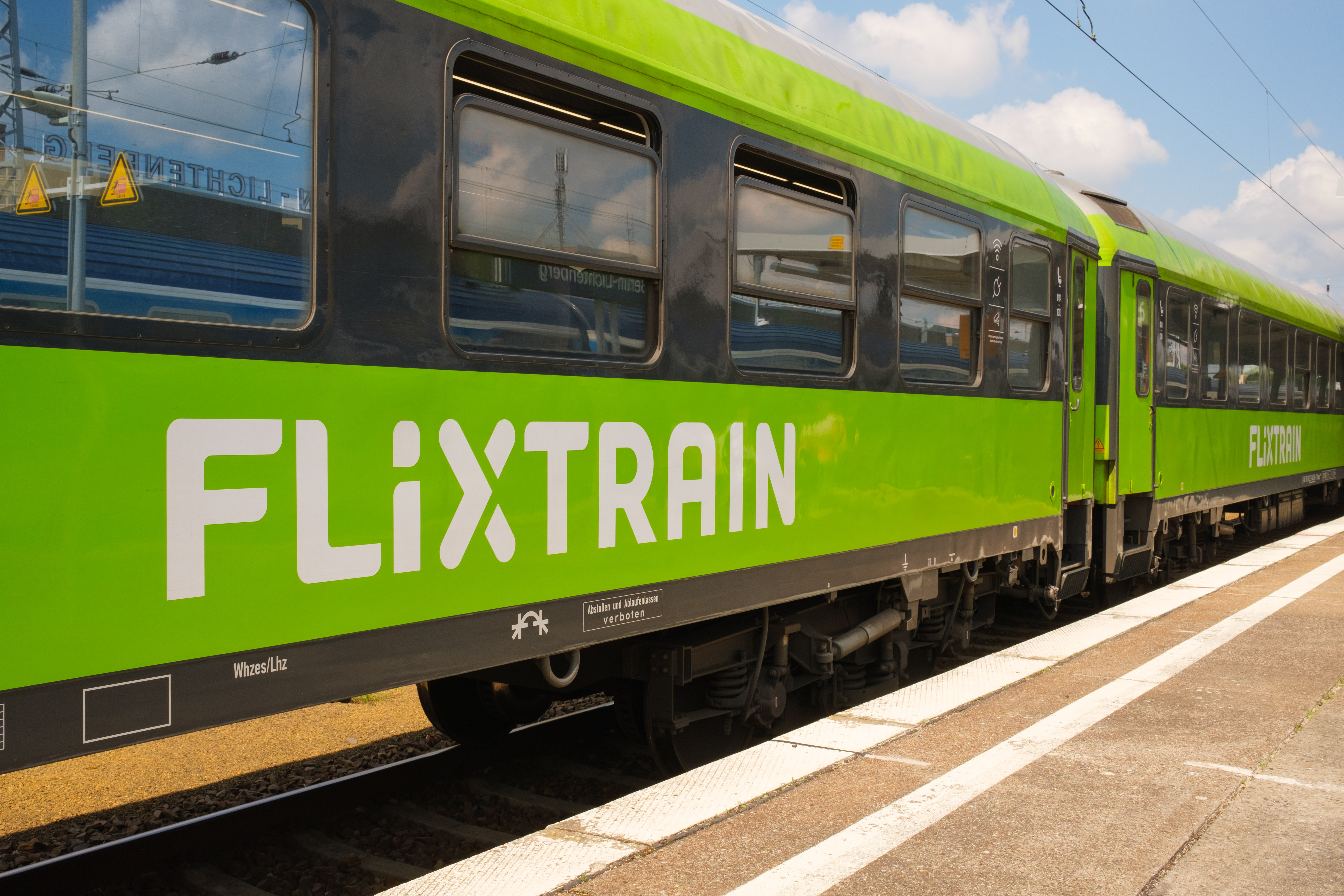
Flixtrain-Wagen mit nur eingeschränkt zu öffnenden Übersetzfenstern

Ein Übersetzfenster, auch Halbfenster genannt, ist eine Fensterbauart bei Personenwagen und Triebwagen der Bahn, bei der zum Öffnen der obere Teil des zweiteiligen Fensters senkrecht nach unten über den feststehenden unteren Teil geführt wird.
Die Übersetzfenster in Neubaufahrzeugen haben einen integrierten Gewichtsausgleich. Daher lassen sie sich einfacher handhaben und auch teilweise öffnen. Bei Umbauwagen der Deutschen Bundesbahn wurde eine vereinfachte Bauform ohne Gewichtsausgleich eingebaut.
Durch ihre geteilte Bauform sind sie im Gegensatz zu Senkfenstern nicht vollständig zu öffnen, erlauben aber größere Öffnungen als Klappfenster. Sie haben gegenüber Senkfenstern den Vorteil, dass ihr Fensterrahmen gegenüber dem Wagenkasten besser abgedichtet werden kann, da er nicht nach unten offen ist. Dadurch wird das Eindringen von Wasser in den Wagenkasten und damit die Rostgefahr erheblich gemindert. Sie bieten auch eine genügend große Öffnung, um als Notausstieg zu fungieren.
Die ersten Wagen in Deutschland mit Übersetzfenstern waren die Behelfspersonenwagen der Baureihe MCi-43. Nach dem Zweiten Weltkrieg wurde die Mehrzahl aller neuen oder umgebauten Personenwagen mit dieser Fensterbauart ausgestattet. Dies änderte sich erst mit dem zunehmenden Einsatz klimatisierter Wagen. Für Neubaufahrzeuge ohne Klimaanlage ist das Übersetzfenster auch heute noch die übliche Fensterform.
Von der Rhätischen Bahn werden sie auch bei Neufahrzeugen mit Klimaanlage eingesetzt, da sie den Fahrgästen auf touristisch interessanten Strecken ermöglichen, bei geöffnetem Fenster spiegelfrei zu fotografieren. Sie erfüllen zudem die Funktion einer Rückfallebene, damit bei einem Ausfall der Klimaanlage die Innenraumtemperatur im zumutbaren Rahmen gehalten werden kann. Im Gotthard Panorama Express wird zu diesem Zweck eigens ein älterer Wagen der Gattung Bpm 51 als sogenannter Fotowagen mitgeführt.
Manche Übersetzfenster können aus Sicherheitsgründen nur einen Spalt weit geöffnet werden, damit niemand sich hinauslehnen kann. Beispiele hierfür sind ältere italienische U-Bahn-Wagen oder die umgebauten ehemaligen Interregio-Wagen des privaten deutschen Fernzuganbieters Flixtrain. 